# Guldbagge
Il Premio dello scarabeo d'oro, in svedese Guldbagge, è il premio cinematografico ufficiale, e il più importante rilasciato in Svezia, che viene consegnato dal 1964 dall'Istituto cinematografico svedese (Svenska Filminstitutet).

## Etimologia
Guldbagge è il nome svedese del coleottero cetonia dorata, ed è inoltre un gioco di parole con la parola svedese skalbagge, che significa "corazza dello scarabeo" (in svedese skal è "corazza" mentre bagge è "scarabeo") che è stata usata e cambiata poi con il nome Guldbagge  (dallo svedese guld, "oro"). La parola può correttamente essere tradotta in italiano come lo scarabeo d'oro.

## Categorie
Il premio viene assegnato ai migliori elementi delle seguenti categorie:
- Miglior film
- Miglior regista
- Miglior fotografia
- Miglior sceneggiatura
- Migliore attrice
- Migliore attore
- Miglior attrice non protagonista
- Migliore attore non protagonista
- Miglior montaggio
- Migliore scenografia
- Migliori costumi
- Migliore musica originale
- Migliori effetti visivi
- Miglior film straniero (in corsa nel bando di gara del concorso)
- Migliore cortometraggio
- Miglior documentario
- Premio onorario

## Descrizione
Il premio è una statuetta raffigurante uno scarabeo, creato sia in versione maschile che in versione femminile. La statuetta maschio ha un piccolo pene sotto la pancia mentre la statuetta femmina non ha il pene e non ha altri organi sessuali in vista.
L'iscrizione del nome del vincitore e la categoria in questione è incisa sotto la pancia dello scarabeo. Ogni statuetta è creata individualmente dall'artista Kar-Axel Pehrson, il disegnatore e creatore ufficiale.

## Critiche
Nel 2005 il premio ha ricevuto molte critiche: infatti soltanto 3 dei 33 film in premiati nel 2004 hanno ricevuto la nomination per le 7 maggiori categorie premiate (cioè Miglior film, Miglior direzione, Miglior fotografia, Migliore attrice protagonista, Migliore attore protagonista, Migliore attrice co-protagonista, Migliore attore co-protagonista). Di fatto gli altri 30 film sono stati molto penalizzati: quasi subito ci sono stati segnali di scorrettezze da parte della giuria e dopo mesi la giuria ha effettivamente ammesso che i giudici della stessa non hanno visionato tutti e 33 i film, scatenando un polverone di critiche molto furiose.